# Лудовико III Гонзага
Вижте пояснителната страница за други личности с името Лудовико Гонзага.
Лудовико Гонзага, Луиджи III Гонзага или Лудовико II Гонзага, наречен „Турчина“ (на италиански: Ludovico Gonzaga, Luigi III Gonzaga, Ludovico II Gonzaga detto il Turco, * 5 юни 1412 в Мантуа, Маркграфство Мантуа, † 12 юни 1478 в Гойто, пак там), от род Гонзага, е 2-ри маркграф на Мантуа (1444 – 1478). Той е най-забележителният представител на семейството и под неговото ръководство  Мантуа става една от столиците на Италианския ренесанс.

## Произход
Той е най-големият син и наследник на Джанфранческо I Гонзага (* 1395, † 1444), 5-ти капитан на народа на Мантуа, господар на Мантуа и първи маркграф на Мантуа, и на съпругата му Паола Малатеста (* 1393, † 1449). По бащина линия е внук на Франческо I Гонзага и Маргерита Малатеста, а по майчина – на кондотиера Малатеста IV Малатеста и Елизабета да Варано. Има трима братя и три сестри:
- Карло (* 1413/1423, † 1478), господар на Лудзара, Сабионета, Гонзага, съпруг на Лучия д’Есте
- Алесандро (* 1415, † 1466), господар на Медоле, съпруг на Аниезина да Монтефелтро
- Маргерита (* 1418, † 1439), маркиза на Ферара като съпруга на Леонело д’Есте
- Джанлучидо (* 1421, † 1448), студент по теология в Павия
- Чечилия (* 1425, † 1451), монахиня в манастир „Санта Киара“ в Мантуа
- Леонела, монахиня

## Биография
Образован е в школата „Ка Дзойоза“ в Мантуа от Виторино да Фелтре. Следва стъпките на баща си Джанфранческо, като се бие като кондотиер на служба при сем. Висконти на страната на Милано от 1436 г. На следващата година преминава на служба на Венецианската република през 1436 г. в лигата, сформирана с Флорентинската република срещу Милано. През 1437 г. е пленен от Франческо I Сфорца в Барга, докато се бие за Николо Пичинино.
През 1450 г. му е позволено да води армия за крал Алфонсо V Арагонски в Ломбардия с основното намерение да завоюва владения за себе си. Но Франческо I Сфорца, новият херцог на Милано, го привлича с обещанието за Лонато, Пескиера и Азола, бивши мантуански територии във владение на Венецианската република. Последният отговаря, като разграбва Кастильоне деле Стивиере и привлича брата на Лудовико, Карло, на своя страна. През същата година маркизът започва изграждането на Голямата болница на Св. Леонард, вероятно дело на Лука Фанчели.
На 14 юни 1453 г. Лудовико разбива войските на брат си Карло в битката при Вилабона близо до Гойто, но венецианските войски под ръководството на Николо Пичинино осуетяват всеки опит за повторно завладяване на Азола. Мирът от Лоди (1454 г.) принуждава Лудовико да върне всички завладени територии и окончателно да се откаже от трите града. Той обаче получава земите на брат си след като Карло умира без наследници през 1450 г.
Моментът на най-голям престиж в Мантуа е Мантуанският събор от 27 май 1459 г. до 19 януари 1460 г., свикан от папа Пий II, за да започне кръстоносен поход срещу османците, превзели Константинопол няколко години по-рано. Като награда Лудовико получава  Златната роза от папата, а синът му Франческо става кардинал.
Между 1455 и 1461 г. той кара миланския инженер Бертола да Новате да построи Канала на Гойто, който трябва да свърже града с лятната резиденция в Гойто. Строежът е завършен от военния архитект Джовани да Падова.
През 1460 г. назначава Андреа Мантеня за придворен художник на семейство Гонзага, който се заема да нарисува известната Camera degli Sposi в замъка, и извиква в Мантуа архитекти като Лука Фанчели и Леон Батиста Алберти, като последният е в града от 1459 г., който започва строителството на църквите „Свети Андрей“ и „Свети Себастиан“. Лудовико  възлага на Фанчели да закупи черничеви дървета в Тоскана и да разпространи отглеждането им в маркграфството, като започне от Кавриана, където маркизът прави замъка своя лятна резиденция. Районът на Кастильоне и Кастел Гофредо особено се възползва от това, където са установени първите дейности, свързани с производството и обработката на коприна.
Той също така кара Лука Фанчели да построи Херцогския дворец в Ревере – резиденция замък между 1447 и 1478 г. През 1450 г. той построява лятна резиденция палат „Гонзага-Гуериери“ с италиански градини във Волта Мантована.
През 1466 г., след смъртта на брат си Алесандро, той наследява владенията му, които включват Кастел Гофредо, тогава имперски феод (който остава такъв до 
1602 г.), и Кастильоне. Той кара да подсилят укрепленията с помощта на експертния архитект Джовани да Падова.
От 1466 г. е повече или по-малко постоянно в служба на сем. Сфорца от Милано. Опитите за установяване на връзки с миланските херцози обаче са напразни; въпреки споразуменията, които предвиждат брака между най-големия син на дома Сфорца, Галеацо Мария, с една от дъщерите на Лудовико, този брак никога не е сключен, поради наследствената кифоза, които развиват първата му дъщеря Сузана (която по-късно става монахиня) и след това Доротея (която почива на 17 г.), и двете годеници на Галеацо. Този епизод представлява една от най-горчивите и болезнени страници в историята на сем. Гонзага.
Лудовико III се грижи и за общественото подпомагане на града, поради което нарежда на архитекта Лука Фанчели да построи Голямата болница „Св. Леонард“, завършена през 1470 г. Между 1470 и 1477 г. Фанчели построява и Корте Гиардиана в Мотеджана – един от най-значимите примери за ранна ренесансова архитектура в Мантуа.
През 1474 г. Лудовико получава желаното отличие на Ордена на слона от ръцете на датския крал Кристиан I.
Умира през 1478 г. в Гойто на 66 г. по време на чумна епидемия. Погребан е в катедралата „Св. Петър“ в Мантуа. След смъртта му не е намерено завещание и неговата вдовица Барбара, твърдейки, че знае желанията на съпруга си или може би за да избегне кавги между наследниците, урежда разделянето на териториите между петте си синове: по този начин се разчленява държавата на Гонзага и се раждат различните мантуански сеньории.

## Брак и потомство
∞ 12 ноември 1433 за Барбара фон Бранденбург (* 1423, † 7 ноември 1481), дъщеря на маркграф Йохан  фон Бранденбург-Кулмбах „Алхимиста“ от род Хоенцолерни, от която има 5 сина и 5 дъщери:
- Федерико I Гонзага (* 29 юни 1441, Мантуа; † 14 юли 1484, пак там), 3-ти маркграф на Мантуа от 1478 г.; ∞ 1463 за Маргарита Баварска (* 1442, † 1479), дъщеря на херцог Албрехт III, от която има 3 сина и 3 дъщери
- Франческо Гонзага (* ок. 1444, Мантуа; † 21 октомври 1483, Болоня), кардинал (1664), епископ на Бресаноне и после на Мантуа (1466)
- Паола Бианка Гонзага (* 1445, † 1447)
- Джанфранческо Гонзага (* 4 октомври 1446, Мантуа; 27 август 1496, Боцоло), граф на Сабионета и на Родиго;, ∞ 17 юли 1479 за Антония дел Балцо, дъщеря на Пиро дел Балцо, херцог на Андрия и княз на Алтамура, от която има 4 сина и 7 дъщери. Има и две извънбрачни деца.
- Сузана Гонзага (* 1447, † 1481), монахиня кларисинка в манастира „Санта Паола“ в Мантуа
- Доротея Гонзага (* 6 декември 1449, Мантуа; † 20 април 1468, пак там), годеница на Галеацо Мария Сфорца (* 1444, † 1476), херцог на Милано
- Чечилия Гонзага (* 1451, † 1474), монахиня в манастира „Санта Киара“ в Мантуа
- Родолфо Гонзага (* 18 април 1452, Мантуа; † 6 юли 1495, Форново,  убит), господар на Кастильоне и на Солферино, ∞ 1. 11 януари 1481 за Антония Малатеста (* 1451, † 1483, убита), извънбрачна дъщеря на Сиджизмондо Пандолфо Малатеста, от която няма деца. 2. 1484 за Катерина Пико дела Мирандола (* 1454, † 1501), дъщеря на Джанфранческо I Пико, господар на Мирандола и граф на Конкордия, от която има 2 сина и 4 дъщери. Има и три извънбрачни деца. Негов праправнук е Свети Алоизий Гонзага.
- Барбара Гонзага (* 11 декември 1455, Мантуа; † 31 май 1503, Бьоблинген), ∞ 12 април 1474 за Еберхард I (* 1445, † 1496), херцог на Вюртемберг, от когото има 1 дъщеря
- Лудовико Гонзага (* 21 август 1460, Мантуа;  19 януари 1511, Гацуоло), епископ на Мантуа (1483), маркграф на Кастел Гофредо, Кастильоне и Солферино
- Паола Гонзага (* октомври 1463, Мантуа; † 1497, Гориция), ∞ 1478 за Леонард фон Гьорц (* 1440, † 1500), граф на Гориция, от когото няма деца

Има и две извънбрачни дъщери:
- Катерина Гонзага (* ок. 1434, Мантуа; † ок. 1495), ∞l 1451 за Франческо Секо д'Арагона (1 423, † 1496), наемнически капиитан, от когото има a1 дъщеря
- Габриела Гонзага, ∞ 1. Джиберто VI да Кореджо (* ок. 1410, †1455), граф на Кореджо, от когото няма деца 2. за Корадо Фоляни, маркииз на Вигицоло, от когото има 1 син и 1 дъщеря.

- Портрети на семейството
- Федерико I Гонзага
- Франческо Гонзага Стари
- Барбара Гонзага
- Лудовико Гонзага
- Джанфранческо Гонзага (вляво)
- Родолфо Гонзага
- Паола Гонзага